# Колоњица
Колоњица (слч. Kolonica) насељено је мјесто са административним статусом сеоске општине (слч. obec) у округу Сњина, у Прешовском крају, Словачка Република.

## Становништво
| Година:    | 1994. | 2004.   | 2014.   | 2024.    |
| ---------- | ----- | ------- | ------- | -------- |
| Број људи: | 596   | 593     | 585     | 526      |
| Разлика:   |       | -0,50 % | -1,34 % | -10,08 % |

| Година:    | 2023. | 2024.   |
| ---------- | ----- | ------- |
| Број људи: | 515   | 526     |
| Разлика:   |       | +2,13 % |

Према подацима о броју становника из 2024. године насеље је имало 526 становника.